# Rafetus
Rafetus is een geslacht van schildpadden uit de familie weekschildpadden (Trionychidae). De groep werd voor het eerst wetenschappelijk beschreven door John Edward Gray in 1864. 
Er zijn twee soorten die beide voorkomen in Azië en het Midden-Oosten, zie voor de verspreiding de soortenlijst onderaan. Het geslacht is verwant aan het geslacht Apalone. Over beide soorten is niet veel bekend, wel dat ze vrij groot kunnen worden, de schildlengte is maximaal 80 centimeter, en dat beide soorten vrij zeldzaam zijn.
Met name de Yangtze-weekschildpad wordt vanwege zijn enorme omvang, met de lange nek en staart is een volwassen exemplaar meer dan een meter lang. Alleen van soorten uit het geslacht Pelochelys is bekend dat sommige exemplaren alleen al een schild hebben van meer dan twee meter.

## Taxonomie
Geslacht Rafetus
- Soort Rafetus euphraticus (Iran, Irak, Syrië en zuidelijk Turkije)
- Soort Yangtze-weekschildpad (Rafetus swinhoei) (zuidelijk China en misschien in Vietnam)